# Livre des idoles
Le Livre des idoles (Kitāb al-ʾAṣnām) est un ouvrage de Hisham Ibn al-Kalbi, recensant les différentes idoles vénérées dans la région de l'Arabie pré-islamique pendant la période de Jahiliya.

## Théorie de l'auteur sur l’idolâtrie
L'auteur a expliqué la raison de l'adoration des idoles et des pierres avant l'islam, en disant que:

« Personne ne quittait La Mecque sans emporter avec lui une des pierres de la Maison Sacrée (al-Haram) en signe de respect pour elle et d’amour pour La Mecque. Partout où il s'installait, il érigeait cette pierre et faisait le tour d’elle même, de la même façon qu'il le faisait autour de la Kaaba, cherchant ainsi sa bénédiction […]. En fait, les Arabes vénèrent encore la Kaaba et La Mecque et se rendent chez eux pour effectuer le pèlerinage (hajj) et la visite (oumra), se conformant ainsi à la coutume séculaire qu'ils ont héritée d'Abraham et d'Ismaël. »

## Les idoles mentionnées dans le livre
L'auteur a mentionné les idoles vénérées avant l'Islam qu'étaient Al-Lat, Al-Uzza, Hubal, Wad Su'a, Ya'uq, Yaghuth et Nisr.

## Littérature sur le même sujet
Muhammad ibn Ishaq, auteur de la Sîra (biographie du prophète), a été le premier à mentionner l'ancien culte arabe pré-islamique, dans cette même biographie. Cependant, Ibn al-Kalbi a pu jouir d'une renommée particulière en tant que premier auteur à avoir dédié un ouvrage entier au sujet.

## Voir également
- idoles